# Тугузлинский сельсовет
Тугузлинский сельсове́т — упразднённая в 2008 году административно-территориальная единица и сельское поселение (тип муниципального образования) в составе Кигинского района. Почтовый индекс — 452511. Код ОКАТО — 80236850000. Объединён с сельским поселением Арслановский сельсовет.

## Состав сельсовета
Административный центр — Тугузлы, д. Идрисово.
В 2005 году исключена д. Куянаево.

## История
Закон Республики Башкортостан от 19.11.2008 N 49-з «Об изменениях в административно-территориальном устройстве Республики Башкортостан в связи с объединением отдельных сельсоветов и передачей населённых пунктов», ст.1, п. 29) гласил:

 "Внести следующие изменения в административно-территориальное устройство Республики Башкортостан:
 по Кигинскому району:

объединить Арслановский и Тугузлинский сельсоветы с сохранением наименования «Арслановский» с административным центром в селе Арсланово.
Включить деревни Тугузлы, Идрисово Тугузлинского сельсовета в состав Арслановского сельсовета.

Утвердить границы Арслановского сельсовета согласно представленной схематической карте.

Исключить из учётных данных Тугузлинский сельсовет

## Географическое положение
На 2008 год граничил с Челябинской областью, муниципальными образованиями: Еланлинский сельсовет, Верхнекигинский сельсовет, Леузинский сельсовет, Арслановский сельсовет («Закон Республики Башкортостан от 17.12.2004 N 126-з (ред. от 19.11.2008) „О границах, статусе и административных центрах муниципальных образований в Республике Башкортостан“»).